# 1932년 동계 올림픽 피겨스케이팅
1932년 동계 올림픽의 피겨 스케이팅은 1932년 2월 8일부터 2월 12일까지 미국 레이크플래시드에서 경기가 진행됐다. 이 대회는 실내 경기장에서 열린 최초의 대회였다.

## 참가 국가
13개국으로부터 온 39명의 선수들이 이 대회에 참가했다. 그 중 남자는 18명, 여자는 21명이고, 2명의 선수만 싱글과 페어 모두 참가했다.
| - 노르웨이 - 독일 - 미국 - 벨기에 - 스웨덴 - 영국 - 오스트리아 |  | - 일본 - 체코슬로바키아 - 캐나다 - 프랑스 - 핀란드 - 헝가리 |

## 메달 집계

### 최종 순위
| 순위 | 국가       | 금메달 | 은메달 | 동메달 | 합계 |
| ---- | ---------- | ------ | ------ | ------ | ---- |
| 1    | 오스트리아 | 1      | 1      | 0      | 2    |
| 2    | 노르웨이   | 1      | 0      | 0      | 1    |
| 2    | 프랑스     | 0      | 1      | 0      | 1    |
| 4    | 미국       | 0      | 1      | 1      | 2    |
| 5    | 스웨덴     | 0      | 1      | 0      | 1    |
| 6    | 캐나다     | 0      | 0      | 1      | 1    |
| 6    | 헝가리     | 0      | 0      | 1      | 1    |
| 합계 | 합계       | 3      | 3      | 3      | 9    |

### 메달리스트
| 종목             | 금                                           | 은                                           | 동                                             |
| ---------------- | -------------------------------------------- | -------------------------------------------- | ---------------------------------------------- |
| 남자 싱글 자세히 | 카를 셰퍼 · 오스트리아                       | 일리스 그라프스트룀 · 스웨덴                 | 몽고메리 윌슨 · 캐나다                         |
| 여자 싱글 자세히 | 소냐 헤니 · 노르웨이                         | 프리치 버제르 · 오스트리아                   | 메리벨 빈슨 · 미국                             |
| 페어 자세히      | 프랑스 (FRA) · 앙드레 브뤼네 · 피에르 브뤼네 | 미국 (USA) · 비트릭스 로우란 · 셰르윈 베드거 | 헝가리 (HUN) · 에밀리에 로테르 · 라슬로 솔라스 |